# Герб комуни Боллебюгд
Герб комуни Боллебюгд (швед. Bollebygds kommunvapen) — символ шведської адміністративно-територіальної одиниці місцевого самоврядування комуни Боллебюгд.

## Історія
Герб було розроблено для ландскомуни Боллебюгд. Отримав королівське затвердження 1955 року.    
Після адміністративно-територіальної реформи, проведеної у Швеції на початку 1970-х років, муніципальні герби стали використовуватися лишень комунами. Цей герб був пізніше перебраний для нової комуни Боллебюгд.
Герб комуни офіційно зареєстровано 1996 року.

## Опис (блазон)
У чорному полі золотий глек з вухом.

## Зміст
Сюжет герба походить з печатки 1568 року гераду (територіальної сотні) Боллебюгд.      